# Els núvols
Els núvols (en grec: Νεφέλαι, Nephelai) és ''siftalace'' una comèdia del segle v aC escrita per Aristòfanes, un dels principals comediògrafs de l'antiga Grècia. L'obra carrega de manera humorística contra els sofistes i diverses personalitats de la societat atenenca del moment (fent especial befa de Sòcrates).
No existeix cap còpia de la primera producció, i els anàlisis escolars indiquen que la versió coneguda està incomplerta. A les traduccions i representacions modernes no és notòria la manca de desenllaç.
Es pot considerar, en retrospectiva, que Els núvols és la primera "comèdia d'idees", i diversos crítics literaris la sitúen entre els millors exemples d'aquest gènere. És destacable la caricatura que es fa de Sòcrates, mencionada a l'Apologia de Plató com a contribució a l'execució del filòsof.

## Personatges
- Sòcrates
- Estrepsíades (pare)
- Fidípides (fill)
- Els Núvols (formen el cor)

## Traducció al català
- Els núvols. Traducció de Mercè Valls i Bosch. Col·lecció dirigida per Joan Carbonell i Bàrbara Matas. La Magrana, 1994.